# Lịch sử Do Thái

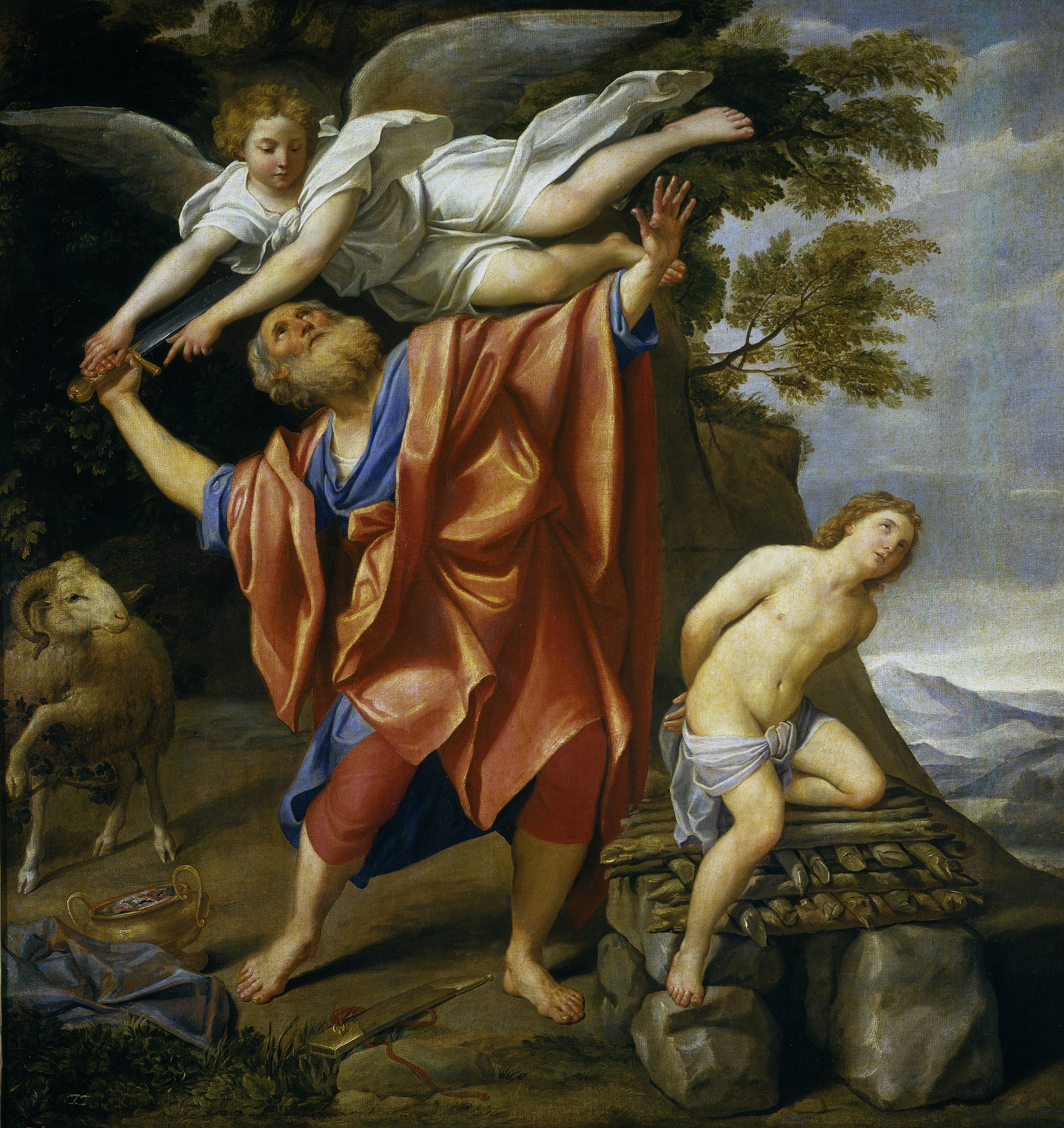
Họa phẩm về Tổ phụ Abraham chuẩn bị hiến tế Isaac, theo Kinh thánh Do Thái thì Abraham là tổ phụ của người Do Thái cổ

Lịch sử Do Thái (Jewish history) là lịch sử của người Do Thái và quốc gia của người Do Thái (nay là Israel), lịch sử Do Thái giáo và lịch sử văn hóa Do Thái, triết học Do Thái khi những nhân tố này phát triển và tương tác với các dân tộc, tôn giáo và nền văn hóa khác. Người Do Thái có nguồn gốc từ người Israel cổ đại và Người Do Thái thuộc Lịch sử của Israel và Giu-đa cổ đại, hai vương quốc có liên quan xuất hiện ở Levant trong Thời đại đồ sắt. Mặc dù đề cập sớm nhất về người Israel được ghi khắc trên Tấm bia Merneptah vào khoảng năm 1213–1203 trước Công nguyên, văn học tôn giáo kể về câu chuyện của người Israel ít nhất là từ xa xưa đến tận năm 1500 năm trước Công Nguyên. Vương quốc Israel rơi vào tay Đế quốc Tân Assyria vào khoảng năm 720 trước Công nguyên và Vương quốc Judah đến Đế quốc Tân Babylon vào năm 586 TCN. Một phần dân số Judea đã bị đày đến Babylon. Các sự kiện lịch sử tiếp theo như sự giam cầm của người Assyria và sự giam cầm của người Babylon được coi là đại diện cho sự khởi đầu của Cộng đồng người Do Thái. Người Do Thái được đề cập đến rất nhiều trong Kinh Thánh, đặc biệt là kinh Cựu Ước đã mô tả tỉ mỉ về nguồn gốc, thân thế, lịch sử của họ.

## Nguồn gốc

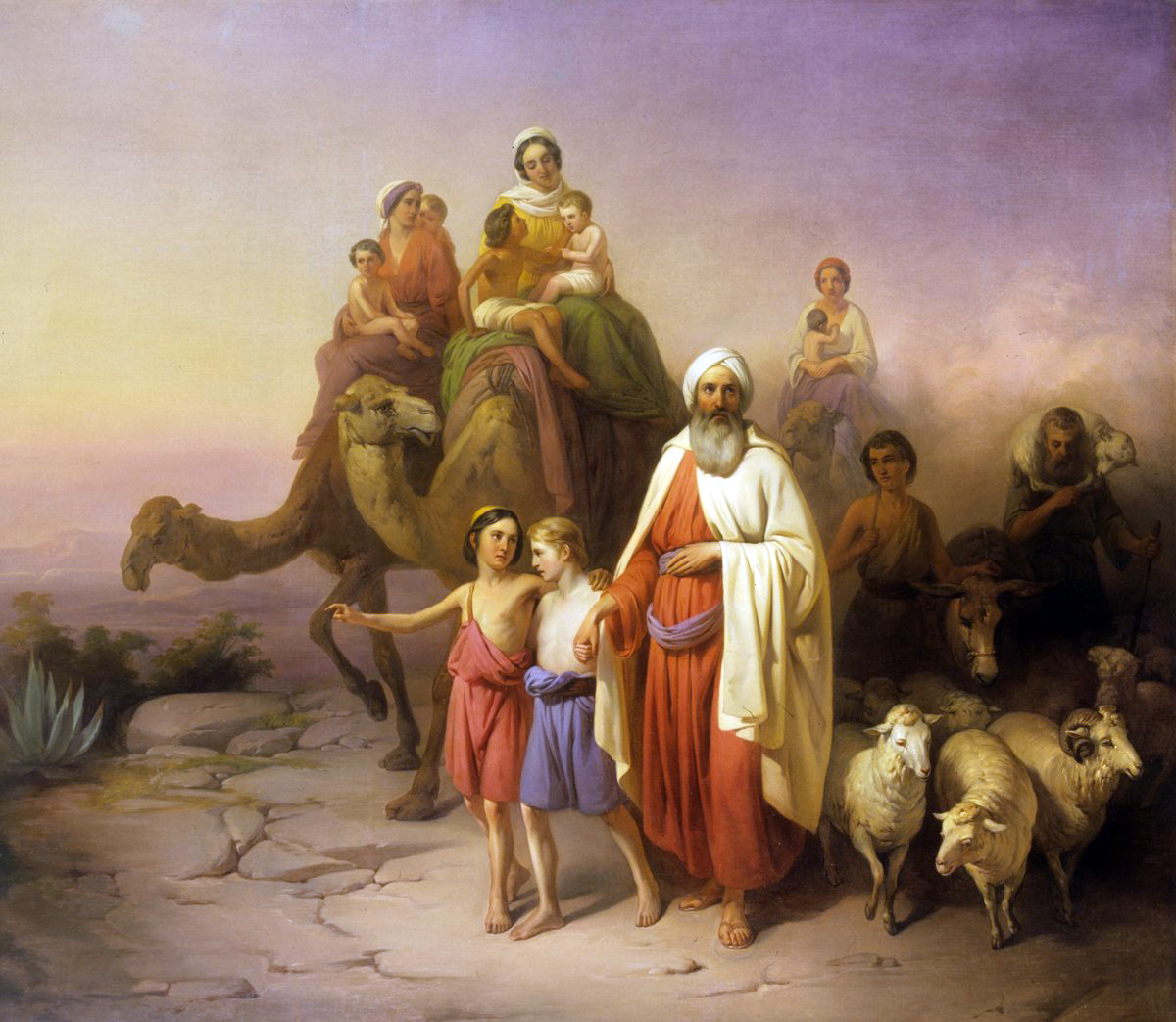
Họa phẩm về Tổ phụ Ábraham khởi hành đến Ai Cập, sau này được chép lại trong cuốn sách Abraham.

## Khai lập

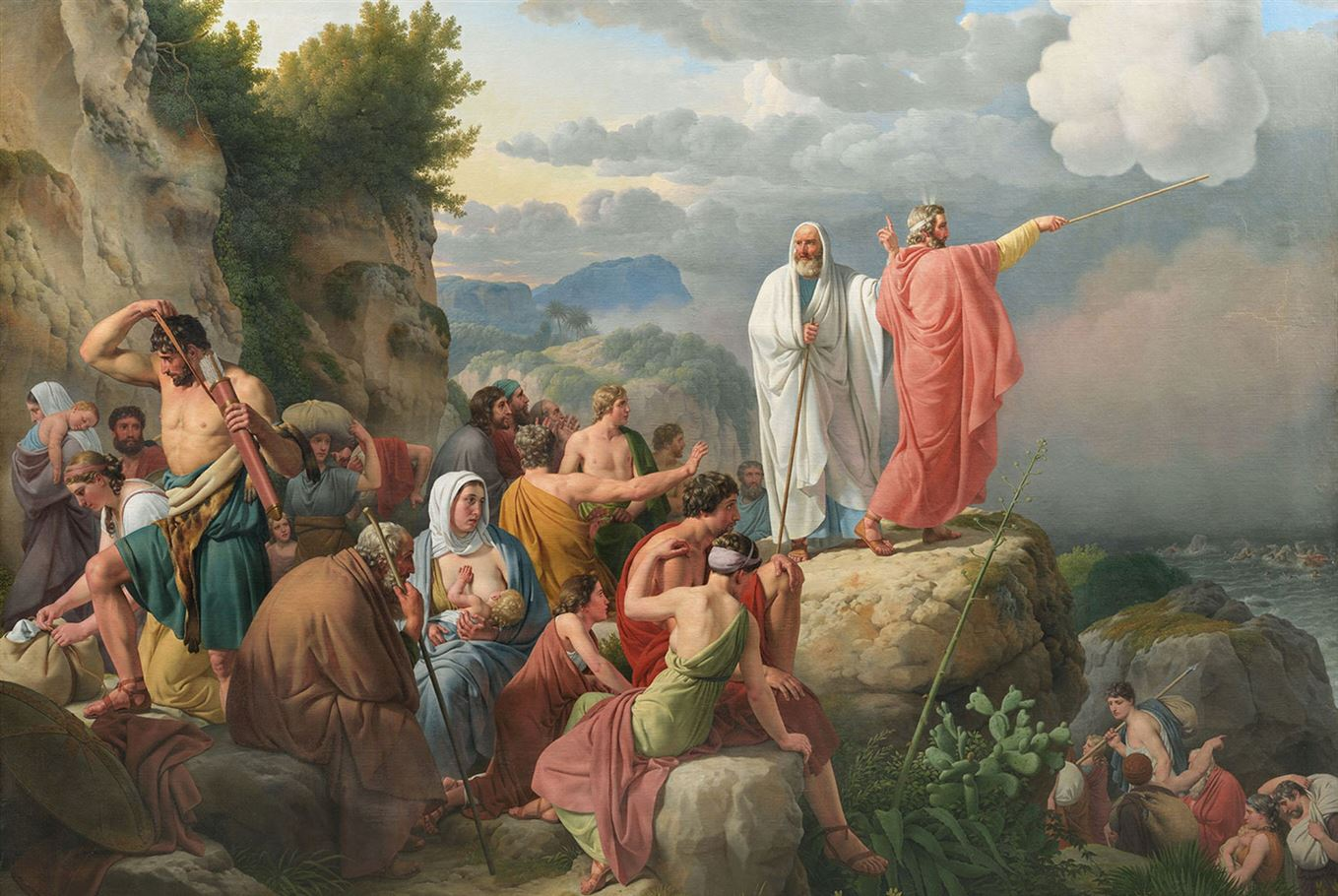
Tranh vẽ Moses đang dẫn đường cho dân Do Thái chạy trốn quân Ai Cập băng qua Biển Đỏ

## Phục quốc

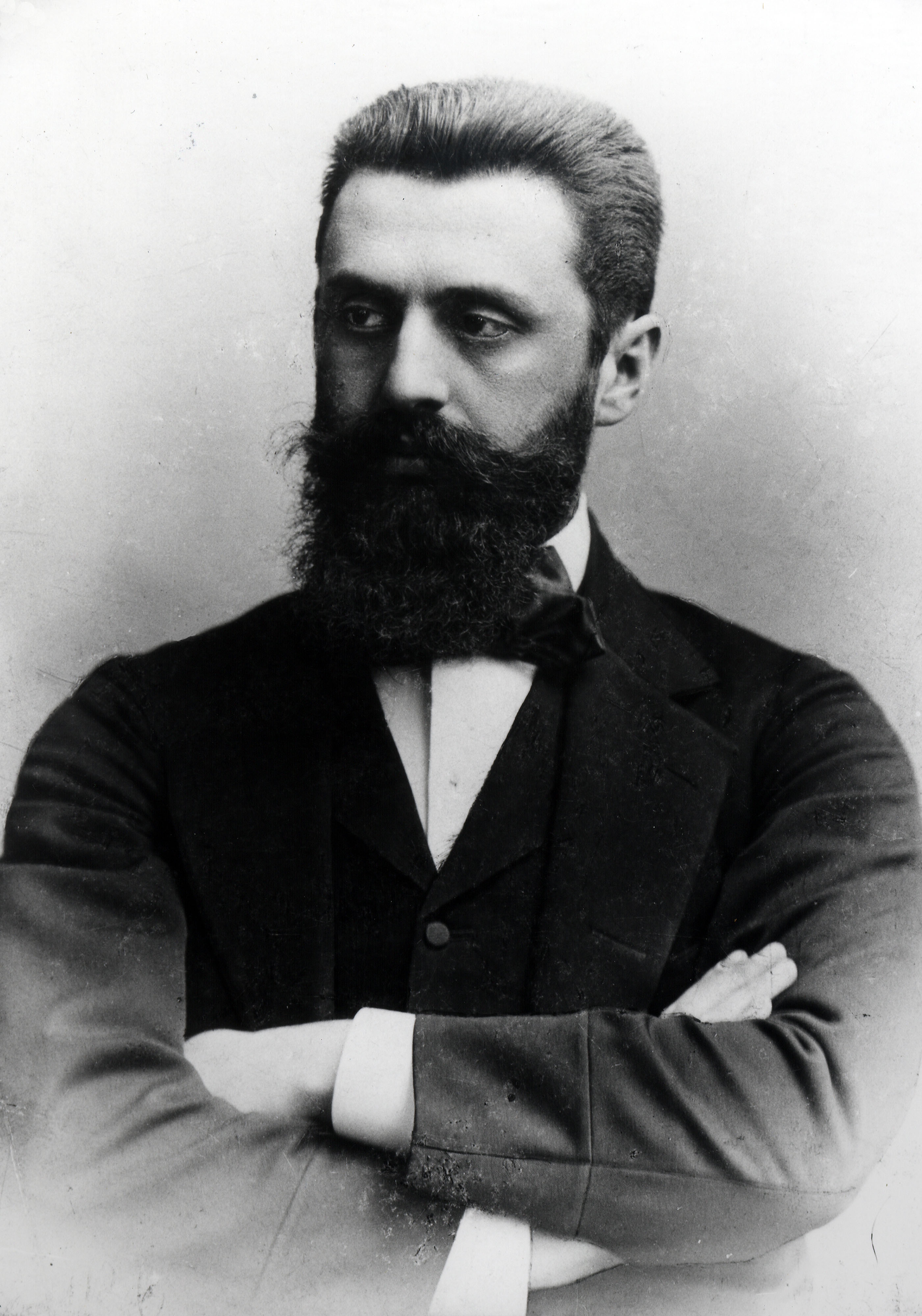
Theodor Herzl (1860-1904) được coi là người sáng lập Chủ nghĩa Sion hiện đại. Trong cuốn sách Der Judenstaat vào năm 1896, ông đã hình dung ra việc thành lập một nhà nước Do Thái độc lập tương lai trong thế kỷ 20.